# Franz Wimmer (Radsportler)

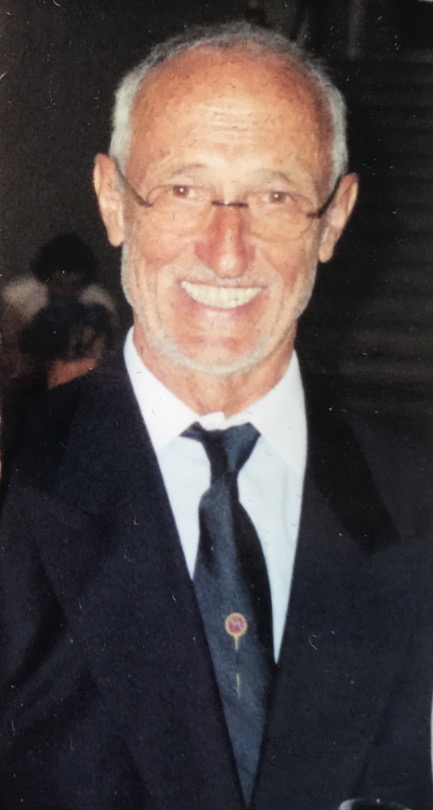
Franz Wimmer (2016)

Franz Wimmer (* 25. August 1932 in Wien) ist ein ehemaliger österreichischer Amateur-Radrennfahrer.

## Karriere
Franz Wimmer arbeitete im elterlichen Betrieb als Fleischhauer. Er begann seine Amateur-Laufbahn im Radsport 1948 im Alter von 16 Jahren.
Am 15. August 1951 wurde er zum ersten Mal – in der Einerverfolgung – österreichischer Staatsmeister. Bei den UCI-Bahn-Weltmeisterschaften 1951 in Mailand auf der Vigorelli-Bahn gewann er im Achtelfinale gegen den Vorjahres-Weltmeister, schied aber im Viertelfinale gegen den Belgier Raphaël Glorieux, der in diesem Lauf Bestzeit fuhr, aus. Im darauffolgenden Jahr verteidigte er seinen Titel als österreichischer Staatsmeister in der Einerverfolgung.
Wimmer nahm für Österreich an den Olympischen Sommerspielen 1952 in Helsinki teil. Er belegte in der Mannschaftsverfolgung den 13. Platz. Im Einzelrennen musste er aufgeben. Sein Team kam nicht in die Mannschaftswertung.
Am 19. Dezember 1954 fuhr Franz Wimmer drei Rad-Weltrekorde auf der Bahn im Vélodrome d’Hiver in Paris – die ersten Weltrekorde in der Geschichte des österreichischen Radsports: Mit 43,337 km errang er den Amateur-Stundenweltrekord und hatte Durchgangszeiten von 13 min 45 s bei 10 km und von 27 min 34 s bei 20 km. Aus diesem Anlass überreichte ihm Bürgermeister Franz Jonas das Sportehrenzeichen der Stadt Wien.
Im Jahr 1956 wurde Wimmer österreichischer Staatsmeister sowohl im Tandemrennen (mit Partner Arthur Mannsbarth) als auch in der Mannschaftsverfolgung. Er war Teilnehmer der Olympischen Sommerspiele 1956 in Melbourne. In der Mannschaftsverfolgung erreichte er, nach einem schweren Fehler von Rudolf Maresch, den 10. Platz. Im Straßenrennen über 187,7 km belegte er in 5 h 27 min 28 s mit einer Durchschnittsgeschwindigkeit von 35,25 km/h den 30. Platz. Franz Wimmer beendete seine Amateur-Laufbahn mit Saisonende 1957. Von 1948 bis 1957 war er insgesamt 504 Rennen gefahren. Davon gewann er 170, bei 98 Rennen belegte er den 2. Platz und bei 41 Rennen den 3. Platz.
Franz Wimmer lebt seit den 1990er Jahren in Reith bei Kitzbühel. Am 4. September 1995, 41 Jahre nach seinem Amateur-Stundenweltrekord, wollte er noch einmal seine Fitness testen, nachdem er 1992 wieder mit dem Radfahren begonnen hatte. Im Wiener Ferry-Dusika-Hallenstadion erreichte er die beachtliche Stundenleistung von 41,4 km.